# Bridgestone Arena
Bridgestone Arena (tidligere kendt som Nashville Arena, Gaylord Entertainment Center og Sommet Center) er en sportsarena i Nashville i Tennessee, USA, der er hjemmebane for NHL-holdet Nashville Predators. Arenaen har plads til ca. 19.000 tilskuere, og blev indviet i 1996.